# 木下靜涯
木下 静涯（きのした せいがい）明治20年（1887年5月16日） 昭和63年（1988年8月27日）は、大正から昭和時代にかけて主に日本統治時代の台湾で活動した日本人画家。本名は、木下源重郎。台展審査員、府展審査員を歴任。

## 経歴
長野県上伊那郡上割村（現駒ヶ根市）出身。中沢尋常小学校卒業後、代用教員となる。17歳で上京し村瀬玉田に入門した。1907年に兵役のため陸軍戸山学校に入隊したが、翌年胸膜炎を罹患し除隊となり、京都に移り竹内栖鳳に師事する。
1918年に「東京芝皓会」の友人と共に日本を出てインドや中国に向かう途中で立ち寄った台湾で友人が腸チフスに感染し一時的に滞留することになる。各地転々と写生に赴き、1921、1923、1925、1926年にはそれぞれ台北と新竹で絵画展を開く。1923年に裕仁皇太子に「蕃界絵巻」を献呈し、名声を得て台湾で活動することを決意し台北州淡水郡に住み、「世外荘」と名付けた自宅は台湾や日本の芸術家、文化人が交流する場となる。

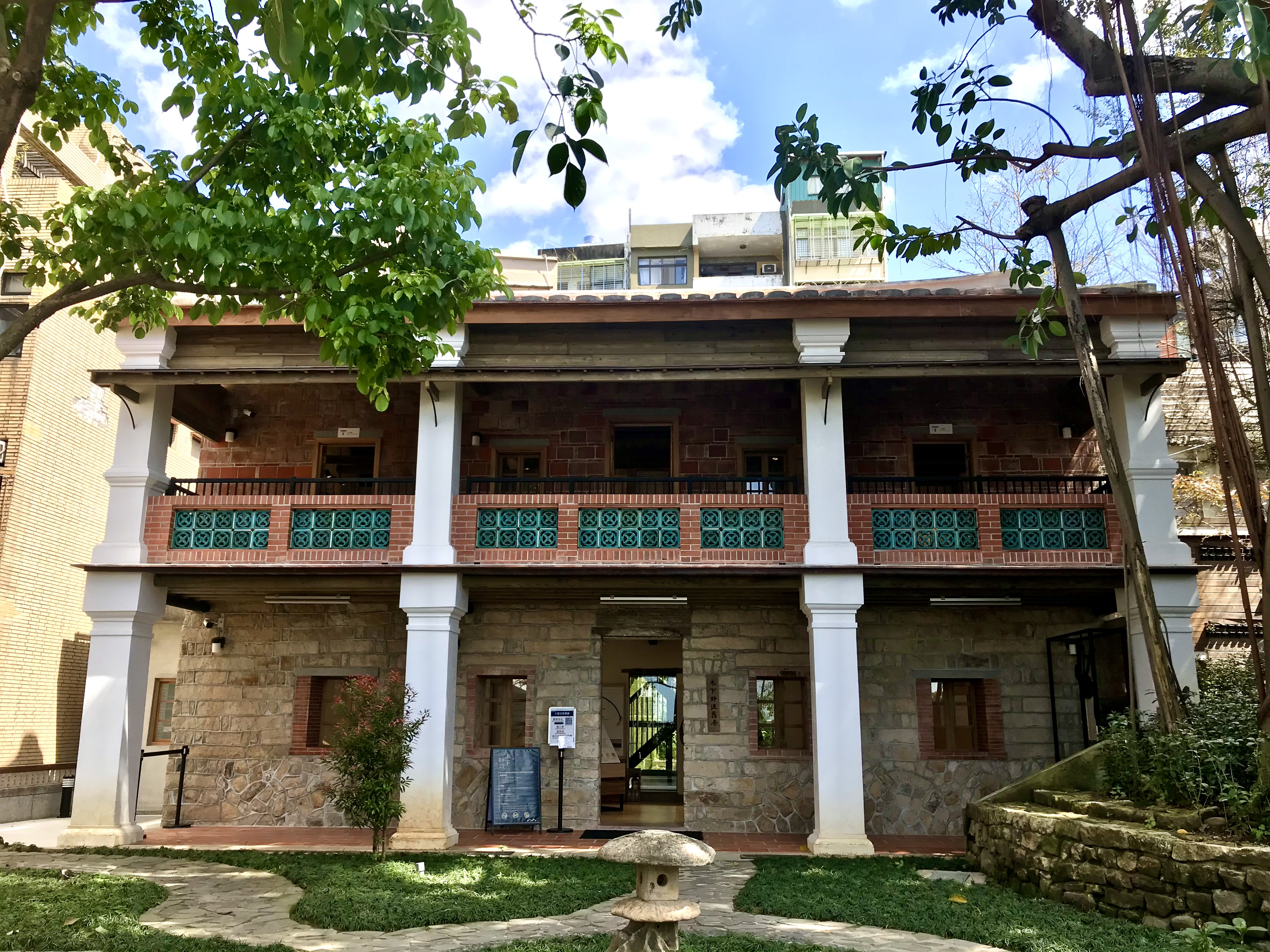
世外荘

1927年から台湾の公式な展覧会における東洋画（日本画）の審査員となり、同じ長野県出身の郷原古統と共に台湾日本画協会や栴檀社などの団体に参与したが、郷原が1936年に日本に帰国すると、台湾の画壇における木下の地位はより重要となる。同年、結城素明、村島酉一らと第10回台湾美術展覧会の審査員となる。その後の台湾総督府美術展覧会の審査員も務め尽力する。
1946年、戦後は日本に帰国。戦前の台湾の絵画界が「地方としての色彩」を探っていく道筋とその発展の軌跡の上で、台湾籍画家に対して、創作面でも台湾本島という地元の特色を形にするよう積極的に奨励・支援し先導者としての重要な役割を果たした。晩年は息子の住む福岡県北九州市で過ごした。「好日好日又好日」という句を詠んで1988年没。